# Hyposoter raoi
Hyposoter raoi är en stekelart som beskrevs av Gupta 1987. Hyposoter raoi ingår i släktet Hyposoter och familjen brokparasitsteklar. Inga underarter finns listade i Catalogue of Life.